# Machadocara
Machadocara es un género de arañas araneomorfas de la familia Linyphiidae. Se encuentra en África subsahariana.

## Lista de especies
Según The World Spider Catalog 12.0::
- Machadocara dubia Miller, 1970
- Machadocara gongylioides Miller, 1970